# فلورا (لوحة)
فلورا (بالإنجليزية: Flora)‏ هي لوحة فنية تم رسمها في عام 1894 بريشة الفنانة الإنجليزية إيفلين دي مورغان. لوحاتها مجازية، تُقدم الجسد الأنثوي من خلال استخدام الموضوعات الروحية والأسطورية والاستعارية. فلورا هي إلهة الزهور و الخصوبة في الميثولوجيا الرومانية. في هذه الصورة، تُصوَّر فلورا أمام نسكولا أو شجرة إسكدنيا تحمل ثمارها في الربيع. من الواضح أن هذه اللوحة مستوحاة من أعمال الفنان الإيطالي بوتيتشيلي لوحة الربيع ولوحة ولادة فينوس.
عُرضت اللوحة، المملوكة مؤسسة دي مورغان، في مركز دي مورغان حتى إغلاقه في عام 2014، ومنذ ذلك الحين عُرضت في ويتويك مانور، يديره الصندوق الوطني للأماكن ذات الأهمية التاريخية أو الجمال الطبيعي